# Malaxis elegans
Malaxis elegans är en orkidéart som först beskrevs av Henry Nicholas Ridley, och fick sitt nu gällande namn av Oakes Ames. Malaxis elegans ingår i släktet knottblomstersläktet, och familjen orkidéer. Inga underarter finns listade i Catalogue of Life.